# Маніхіно (Ленінградська область)
Маніхіно (рос. Манихино) — присілок у Волховському районі Ленінградської області Російської Федерації.
Населення становить 43 особи. Належить до муніципального утворення Паське сільське поселення.

## Історія
Згідно із законом № 56-оз від 6 вересня 2004 року належить до муніципального утворення Паське сільське поселення.

## Населення
| 1838 | 1862 | 1885 | 1997 | 2007 | 2010 | 2012 |
| ---- | ---- | ---- | ---- | ---- | ---- | ---- |
| 182  | ↗203 | ↘170 | ↘114 | ↘84  | ↘51  | ↗55  |
| 2017 |      |      |      |      |      |      |
| ↘43  |      |      |      |      |      |      |